# 雅克·弗朗索瓦·迪戈米耶
雅克·弗朗索瓦·迪戈米耶（法語：Jacques François Dugommier，1738年8月1日—1794年11月18日），法国将军，1759年参军，参与瓜德罗普之战，防守失利，参加七年战争中马提尼克之战。1785年改名为迪戈米耶，后加入法国革命。1793年9月，他驱逐了哈布斯堡君主国和撒丁王国的军队，并成功攻占尼斯。成为图卢兹围城军队指挥官，执行拿破仑·波拿巴特提出的攻击计划，于1793年12月成功结束了图卢兹围城。1794年指挥东比利牛斯军队，成功重夺了鲁西永地区，连续取得战绩。1794年11月18日，黑山戰役中遭遇西班牙炮火身亡，被葬于佩皮尼昂，留有纪念碑。他的名字被刻在巴黎先贤祠，马赛有一条以他名字命名的大道，巴黎地铁也有以他命名的车站。